# Liechtenstein
För andra betydelser, se Liechtenstein (olika betydelser).
Liechtenstein (tyska: [ˈlɪçtn̩ʃtaɪn] ( lyssna)) formellt Furstendömet Liechtenstein, är en självständig konstitutionell monarki i Alperna i Centraleuropa, belägen mellan Schweiz och Österrike. Liechtenstein är en av Europas mikrostater.
Statschefen (fursten) har stor makt och kan bland annat inlägga veto mot nya lagar. Bank- och finanssektorn är, liksom i grannlandet Schweiz, av stor betydelse. Liechtenstein är känt i utlandet bland annat för ett antal framstående alpina skidåkare, däribland syskonen Andreas Wenzel och Hanni Wenzel.

## Historia

### Förhistoria

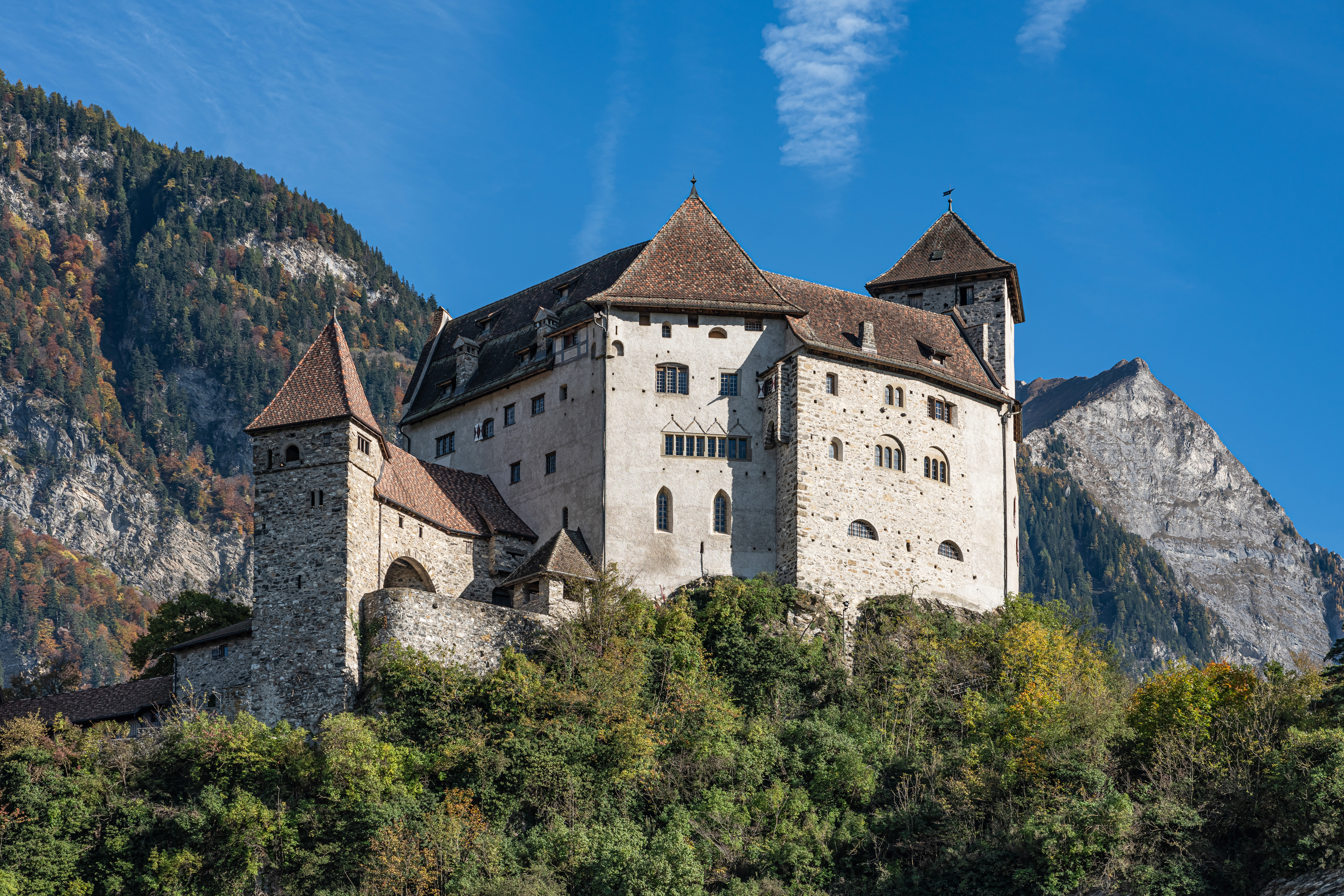
Gutenberg, Balzers, Liechtenstein

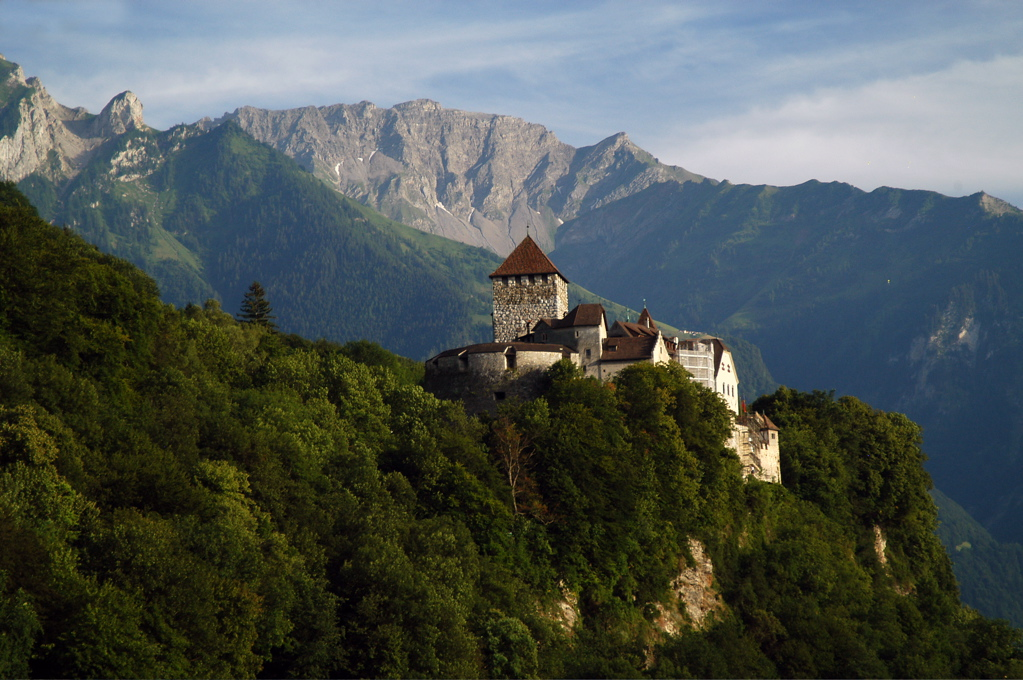
Vaduz slott, med utsikt över huvudstaden, är hem för fursten Hans-Adam II av Liechtenstein.

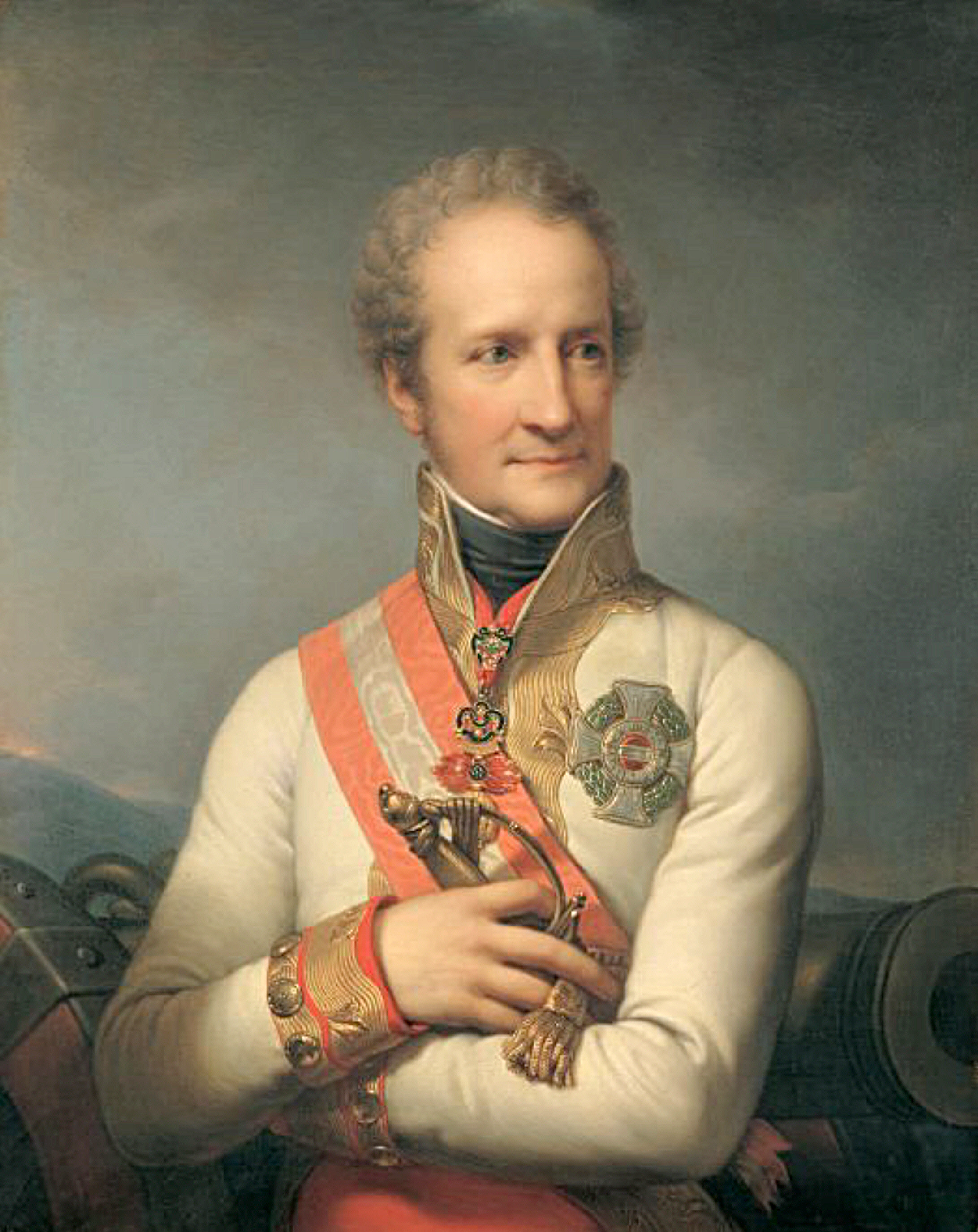
Johann I Joseph, furste av Liechtenstein från 1805 till 1806 och 1814 till 1836, av Johann Baptist von Lampi den äldre, Liechtenstein Museum, Wien.

De äldsta spåren av mänsklig existens i området av dagens Liechtenstein går tillbaka till den mellanpaleolitiska eran. Neolitiska jordbruksbosättningar uppstod i dalarna omkring 5300 f.Kr.
Hallstattkulturen och Latènekulturen blomstrade under den sena järnåldern, från omkring 450 f.Kr. – möjligen under viss påverkan både av de grekiska och etruskiska  civilisationerna. En av de viktigaste stamgrupperna i alpområdet var helvetierna. År 58 f.Kr., vid slaget vid Bibracte, besegrade Julius Caesar de alpina stammarna och förde därmed regionen under romerskt herraväde. År 15 f.Kr. erövrade Tiberius – senare den andre romerske kejsaren – tillsammans med sin bror Drusus hela alpområdet.
Liechtenstein blev sedan integrerat i den romerska provinsen Rätien. I området var en garnison av den romerska armén stationerad. Den hade stora legionärläger vid Brigantium (Bregenz, Österrike), nära Bodensjön och vid Magia (Maienfeld, Schweiz). Romarna byggde och underhöll en väg som gick genom territoriet. Omkring 260 e.Kr. förstördes Brigantium av alemannerna, ett germanskt folk som senare bosatte sig i området runt år 450.
Under tidig medeltid bosatte alemannerna sig på det östra schweiziska mittlandet på 500-talet och i Alpernas dalar i slutet av 700-talet, med Liechtenstein i den östra kanten av Alemannien. På 600-talet blev hela regionen en del av det frankiska imperiet efter Klodvig I:s seger över alemannerna vid Zülpich år 504.
Det område som senare blev Liechtenstein förblev under frankisk hegemoni (merovingiska och karolingiska dynastier) tills fördraget i Verdun delade upp det karolingiska riket 843, efter Karl den stores död 814. Det nuvarande Liechtensteins territorium utgjorde en del av Östfranken. Det skulle senare återförenas med Mellanfrankiska riket under det Tysk-romerska riket, omkring 1000. Fram till omkring 1100 var det dominerande språket i området rätoromanska, men därefter började tyskan att vinna mark i området. År 1300 kom en annan alemannisk befolkning – walserna, som har sitt ursprung i Valais – in i regionen och bosatte sig; bergsbyn Triesenberg bevarar idag drag av walsertyska.

### Från 1100-talet
Det från Österrike härstammande huset Liechtenstein omnämnes i urkunderna redan på 1100-talet. År 1591 delade släkten sig i två linjer. Karl, grundläggaren av den äldre linjen, erhöll furstendömena Troppau (1613) och Jägerndorf (1623) samt upphöjdes 1608 i riksfurstlig värdighet, med ättens stamgods, Burg Liechtenstein i Niederösterreich som stamsäte. Med hans sonson Johan Adam Andreas, som 1699 och 1712 av grevarna Hohenems köpte grevskapen Schellenberg och Vaduz, utgick den äldre linjen på manssidan 1712, och dess länder övergick till den yngre linjen, Gundakars (furstlig 1620). Kejsar Karl VI upphöjde 1719 Vaduz och Schellenberg till ett riksomedelbart furstendöme under namnet Liechtenstein, och furst Anton Florian erhöll 1713 och 1723 säte och stämma på tyska riksdagen för sig och sina efterkommande. Furstendömet tillhörde Tysk-romerska riket till dess upplösning 1806, därefter (till 1814) Rhenförbundet och 1815-1866 Tyska förbundet.
Liechtenstein är militärt avrustat sedan 1868. 1876-1918 bildade Liechtenstein ett gemensamt tull- och beskattningsområde med det österrikiska kronlandet Vorarlberg och ingick från 1921 i den schweiziska tullunionen.
Landet fick sin första folkvalda församling 1862. Enligt författningen av 5 oktober 1921 fick den regerande fursten, som i praktiken företräddes av en administrator vid sin sida, en lantdag om 15 medlemmar.
Landet var neutralt under såväl första som andra världskriget. Kvinnlig rösträtt infördes 1984.

## Geografi

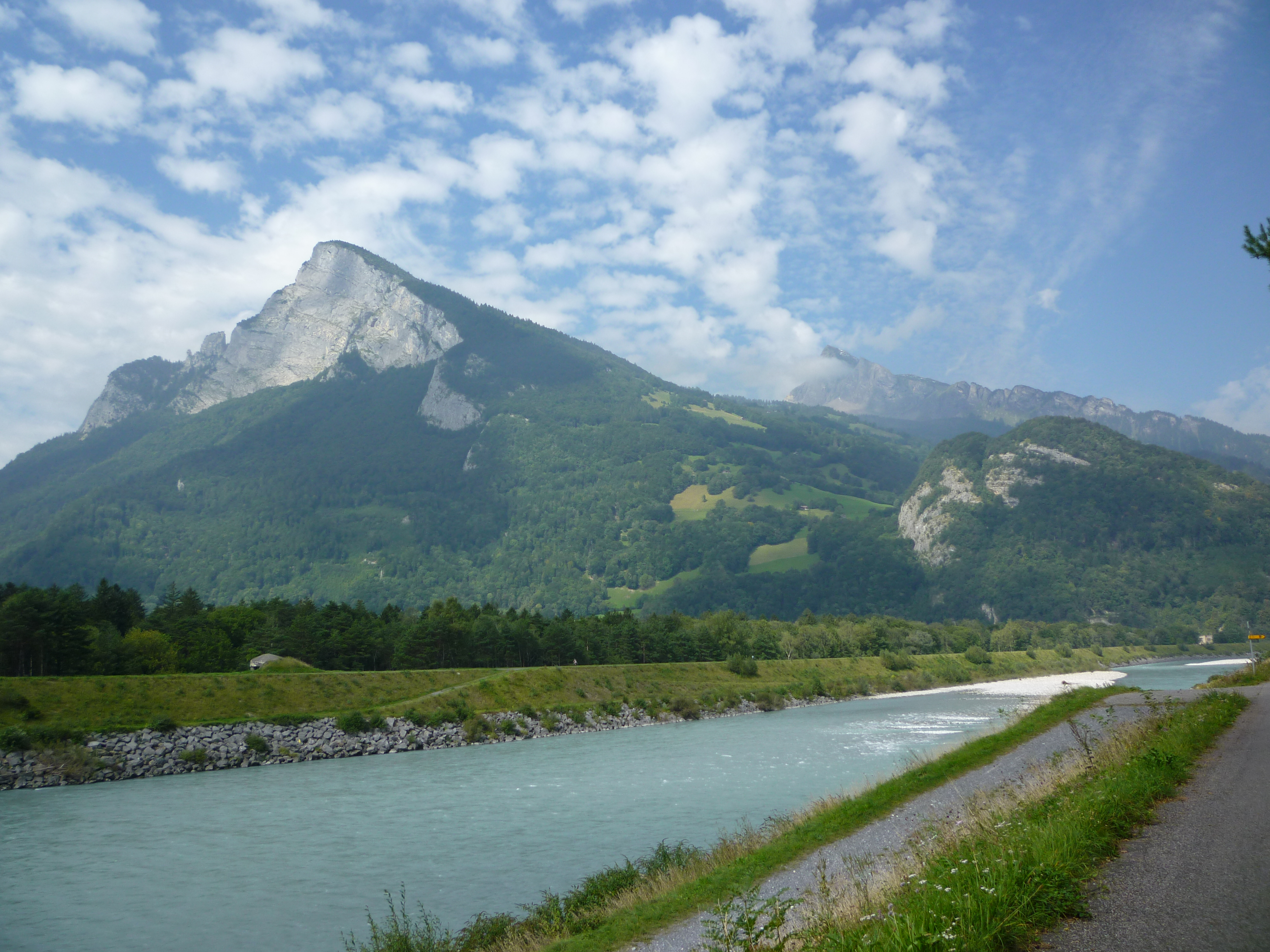
Rhen: gränsen mellan Liechtenstein och Schweiz (utsikt mot Schweiziska Alperna)

Liechtenstein ligger i övre Rhendalen i de europeiska Alperna och gränsar i öster till det österrikiska förbundslandet Vorarlberg, i söder till kantonen Graubünden (Schweiz) och i väster till kantonen Sankt Gallen (Schweiz). Rhen utgör hela Liechtensteins västra gräns. Mätt söder till norr är landet cirka 24 kilometer långt. 1943 byggdes en inre kanal i landet som ansluter till Rhen. Nya undersökningar som använder mer exakta mätningar av landets gränser 2006 har satt dess yta till 160 km² med gränser på 77,9 kilometer. Liechtensteins gränser är 1,9 kilometer längre än man tidigare trott.
Liechtenstein är ett av världens två dubbelt inlandsslutna länder – länder helt omgivna av andra inlandsstater (det andra är Uzbekistan). Liechtenstein är den sjätte minsta suveräna staten i världen efter område. Världsbanken inkluderade inte Liechtenstein på sin lista över 50 "små stater" genom sina inkluderingskriterier.

### Topografi
Trots sin ringa storlek kan Liechtenstein delas in i två topografiskt olika områden: Rhensänkan belägen 450 meter över havet med toppen Vorder-Grauspitz som når 2 599 meter över havet och bergen som hör till Rätikon och utgör gränszonen mellan den västalpina helvetiska skållan och den östalpina. Stora delar av bergsområdena är täckta av så kallat flysch, nedbrytningsprodukter från den alpina veckningen. 

### Klimat
Klimatet varierar efter höjden över havet. Nederbörden uppgår normalt till 1 050 till 1 200 millimeter per år men uppe i bergstrakterna kan den stiga upp till 1 800 millimeter. Somrarna är ofta varma och en varm sommardag är det inte ovanligt med över 25 °C, på vintrarna kan temperaturen gå ner till -15 °C.

### Växt- och djurliv
Liechtenstein är skogklätt, skogar som till stor del är planterade och fattiga på övriga växter. Djurlivet i skogstrakterna är även fattigt. Uppe på de alpina ängarna, belägna ovanför skogarna och vinbergen finns ett rikt liv av både fauna och flora.

### Naturskydd
År 1989 blev ett 60 kvadratkilometer bergsområde (omkring 37,5 % av Liechtensteins yta) naturskyddat. Det finns även nio mindre naturreservat.

## Styre och politik

### Författning och styre
Liechtenstein är en konstitutionell monarki, med en furste som statschef. Den nuvarande fursten är Hans Adam II, som besteg tronen 1989. Liechtensteins parlament, lantdagen (Landtag), består av 25 representanter, valda av befolkningen, på fyra år. En ministär bestående av fem medlemmar har ansvaret för dagliga politiska händelser.
Landet har en grundlag som reviderades 2003 (genom folkomröstning), och som då ersatte den tidigare från 1921. Fursten har fortfarande stor makt, och har bland annat möjligheten att lägga in sitt veto mot nya lagar. Direkta folkomröstningar krävs vid olika typer av konflikter mellan monarken och parlamentet. Fursten har även utrikesministerfunktion. 1000 medborgare kan framlägga motioner för lantdagen.

### Administrativ indelning

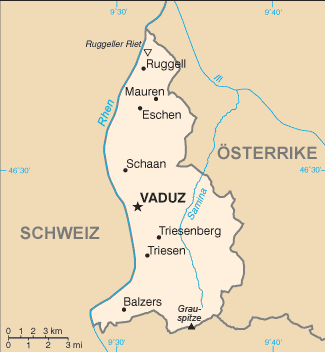
Karta över Liechtenstein

Liechtenstein är indelat i elva kommuner, varav de flesta bara består av en stad eller samhälle.
- Vaduz
- Schaan
- Balzers
- Triesen
- Eschen
- Mauren
- Triesenberg
- Ruggell
- Gamprin
- Schellenberg
- Planken

### Rättsväsen
I Liechtenstein är rättsordningen kodifierad och bygger traditionellt huvudsakligen på österrikisk rätt. I landet finns det tre allmänna domstolsinstanser, samtliga belägna i huvudstaden Vaduz; Fürstliches Landgericht, Obergericht och Oberster Gerichtshof. För vissa brottmål finns även särskilda domstolar, bland annat för konstitutionella tvister och förvaltningsrättsliga mål. År 1987 avskaffades dödsstraffet, men den sista avrättningen ägde rum år 1785.

### Internationella relationer
Liechtenstein blev medlem i FN år 1990, och är tillsammans med Schweiz, Norge och Island en av de fyra medlemmarna i EFTA. Landet ingår också i EES.
Det finns en konflikt mellan furstehuset Liechtenstein på den ena sidan och Tjeckien och Slovakien på den andra sidan. Konflikten gäller konfiskering av egendom i det dåvarande Tjeckoslovakien efter andra världskriget. Med stöd av Benešdekreten konfiskerades jord- och skogsegendomar på runt 1 600 km², slottsegendomar, konstsamlingar och andra värdefulla föremål tillhörande furstefamiljen och runt 30 andra liechtensteinare. Eftersom Liechtenstein var neutralt under andra världskriget drev landet frågan under många år.
I juli år 2009 samt i december samma år inledde Liechtenstein politiska förbindelser med både Tjeckien och Slovakien. I samband med det är deras gamla konflikter begravda.
Ett svenskt honorärt vicekonsulat i Liechtenstein inrättades 1959 och upphöjdes till konsulat 1972.

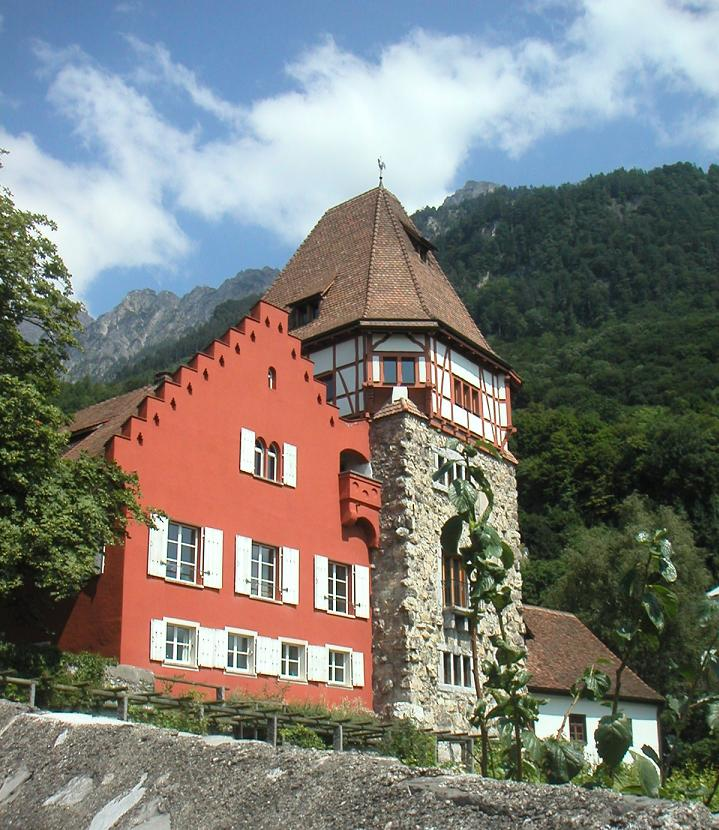
Ett hus i Vaduz

### Försvar
Landet har ingen stående armé, men vid händelse av kris kan alla män under 60 år inkallas till militärtjänst. Vid behov av militärt försvar förlitar sig Liechtenstein på att Schweiz bidrar till landets försvar.

## Ekonomi och infrastruktur
Fursten av Liechtenstein är ett av världens rikaste statsöverhuvuden, och landet ligger på femtonde plats över högsta levnadsstandarden i världen. 2010 låg BNP på 5,4 miljarder schweizerfranc, vilket givet en befolkning på 36 000 innebär en BNP per capita på 150 000 schweizerfranc. Arbetslösheten på 1,8 % år 2018 var en av de absolut lägsta i världen.
Liechtenstein är i valutaunion med Schweiz, och valutan är schweizisk franc. Landet ger även ut ett fåtal egna mynt som används vid speciella tillfällen.

### Näringsliv
På några få decennier har Liechtenstein utvecklats från att vara ett traditionellt jordbrukssamhälle till ett avancerat industrisamhälle. Liechtensteins levnadsstandard har höjts och är nu i samma klass som Schweiz. 
Liechtenstein har en viktig finanssektor. De fem största liechtensteinska bankerna har omkring 1 400 anställda, och många internationella banker har också etablerat sig i Liechtenstein. LGT Bank ägs av furstefamiljen. Precis som i Schweiz lovar bankerna att inte lämna ut information om sina kunder. Under 2008 briserade trots detta en omfattande skattehärva efter att en tidigare LGT-anställd sålt stora mängder kontoutdrag till tyska myndigheter. 
Landet är känt för sina "brevlådeföretag". Inter Ikea Systems ägarstiftelse, Interogo Foundation förvaltas i Liechtenstein av advokatbyrån Marxer & Partner.
Den viktigaste näringsgrenen är dock industrin där det bland annat produceras metallvaror, läkemedel samt livsmedel. Ett av de mer kända företagen är Hilti i staden Schaan som tillverkar olika byggverktyg. Av skattemässiga skäl har även många utländska företag valt att etablera sig i Liechtenstein. Idag är turismen begränsad; det handlar oftast om kortare besök. Schweiz dominerar helt Liechtensteins import och cirka 41 % av exporten går till EU-länder och 16 % till Schweiz.
Jordbruket står för 2 % av sysselsättningen i landet och domineras traditionellt av boskapsskötsel med inriktning på mejeriprodukter.

### Infrastruktur

#### Utbildning
I Liechtenstein finns det en obligatorisk åttaårig grundskola som täcker åldrarna 7 till 15 år. Förutom standardgymnasium finns det bland annat yrkesskola, ekonomiskt gymnasium, tekniskt gymnasium samt musikgymnasium. Eftersom landet är såpass litet finns det inga högskolor där, men liechtensteinarna har rätt till fri utbildning i högskoleklass i grannlandet Schweiz.

## Befolkning

### Demografi

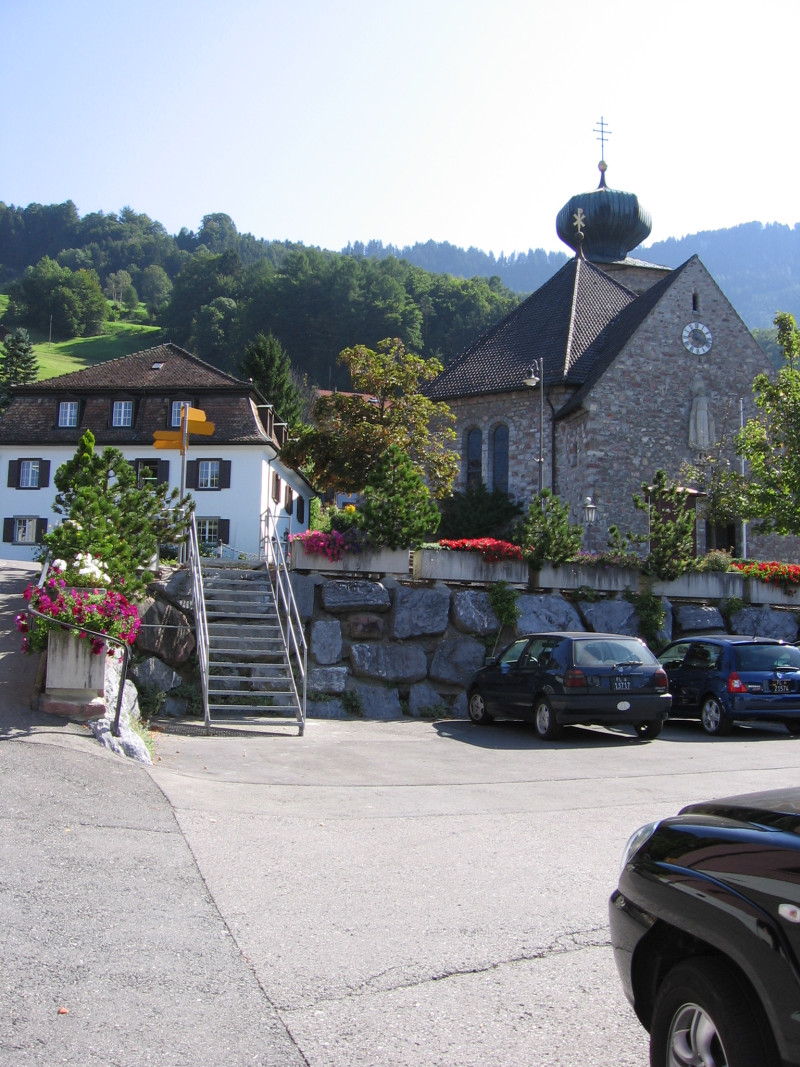
Orten Triesenberg i Liechtenstein

Den egentliga befolkningen härstammar från alemannerna, en germansk folkstam som tog regionen i besittning redan kring år 500. Cirka 90 % av befolkningen är romerska katoliker. Sedan år 1970 har befolkningen ökat med hela 40 %, främst genom inflyttning, vilket innebär att 40 % av befolkningen är just invandrare, främst från Schweiz (80 %), Österrike och Tyskland. I gengäld bor även en hel del liechtensteinare i övriga länder. De största städerna är Schaan (5 700 invånare) och huvudstaden Vaduz (5 200 invånare).

### Sociala förhållanden
Välfärdssystemet för det sociala i Liechtenstein är högt utvecklat, uppburet av omfattande obligatoriska försäkringar då det gäller bland annat sjukdomar, arbetsskador, pension och arbetslöshet. För att finansiera detta står de anställda, arbetsgivarna och staten som ansvariga. Den större delen av sjukvården tillhandahåller staten, i nära samarbete med Schweiz eftersom landet har relativt begränsade resurser. Även i Schweiz har liechtensteinarna rätt till fri sjukvård. Spädbarnsdödligheten i Liechtenstein är låg och den förväntade medellivslängden är den tjugoförste högsta i världen med 80 år för männen och 85 år för kvinnorna (2022).

### Språk
Liechtensteins enda officiella språk är tyska. De ursprungliga dialekterna i landet liknar mest det tyska språket i Österrike men under de senaste åren har tendensen varit att barn pratar mer och mer schweizertyska. Orsaken till detta är det att man i Liechtenstein konsumerar allt mer schweizisk media. Walserdialekterna talas av en liten minoritet (ungefär 1300 personer).
Det mest talade andraspråket är engelska.

### Religion
Romersk-katolska kyrkan är Liechtensteins statsreligion (Landeskirche), vilket stadgas i Konstitutionen. Dock råder full religionsfrihet i landet (artikel 37:2, 37:1). Till befolkningen hör 90 % romerska katoliker och omkring 10 % är protestanter (1999). I landet finns det en evangelisk kyrka och en evangelisk-luthersk kyrka. Muslimer i Liechtenstein finns men de har ingen officiell moské. Lokala katolska kyrkor har låtit andra religioner använda deras fastigheter vid behov.

## Kultur

### Massmedier
I Liechtenstein finns det två dagstidningar; Liechtensteiner Volksblatt ("liechtensteinska folkbladet", grundad 1878 och en upplaga på 9 600 exemplar år 1998) och Liechtensteiner Vaterland ("liechtensteinska fäderneslandet", grundad 1913 och en upplaga på 8 200 exemplar). De båda tidningarna är sexdagarstidningar sedan 1980. Tidningen Vaterland, som den kallas i folkmun, är nära knuten till Vaterländische Union och Volksblatt till Fortschrittliche Bürgerpartei. Liechtenstein har en TV-kanal, 1FLTV. I samarbete med Volksblatt startades år 1995 en privatradiostation kallad Radio Liechtenstein som övertogs av staten år 2004. Per 1 000 invånare finns det 658 radiomottagare och 469 tv-mottagare.

### Helgdagar och högtider
| - Liechtensteins nationaldag - Annandag jul - Nyårsdagen - Corpus Christi - Annandag påsk - Kristi himmelsfärdsdag - Festa dell'Immacolata Concezione Denna lista hämtas från Wikidata. Informationen kan ändras där. |

Liechtenstein firar sin nationaldag den 15 augusti, som infördes 1940 och sammanfaller med födelsedagen för prins Franz-Josef II den 16 augusti. Firandet inkluderar en stor marknad i huvudstaden Vaduz, och inleds med en ceremoni vid Vaduz slott, där prinsen och parlamentets talman  håller tal. Festligheterna avslutas på kvällen med ett spektakulärt fyrverkeri vid slottet.

### Sport

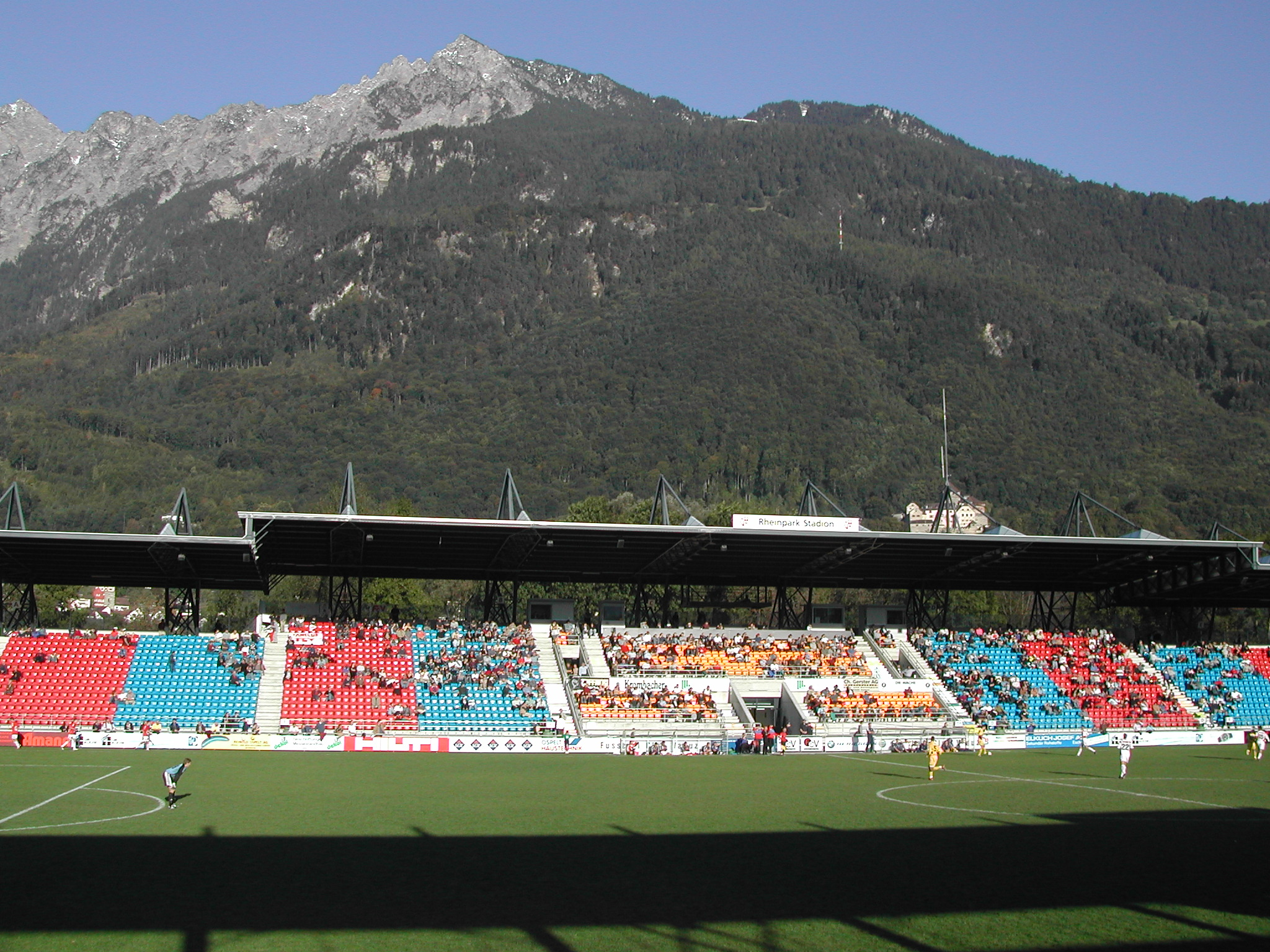
Rheinpark Stadion i Vaduz.

Liechtensteins fotbollsklubbar spelar i de schweiziska fotbollsligorna. Liechtensteiner Cup är en cup som spelas i landet för att avgöra vilken klubb som ska spela i Uefa Europa Conference League. FC Vaduz är den mest kända och framgångsrika klubben i cupen. Liechtenstein har också ett mindre framgångsrikt herrlandslag som aldrig kvalificerat sig till några större fotbollsarrangemang.

## Internationella rankningar
| Organisation            | Undersökning                 | Rankning  |
| ----------------------- | ---------------------------- | --------- |
| Reportrar utan gränser  | Pressfrihetsindex 2019       | 26 av 180 |
| FN:s utvecklingsprogram | Human Development Index 2018 | 18 av 189 |